# 8079 Bernardlovell
8079 Bernardlovell è un asteroide della fascia principale. Scoperto nel 1986, presenta un'orbita caratterizzata da un semiasse maggiore pari a 2,3749861 UA e da un'eccentricità di 0,1938299, inclinata di 2,54392° rispetto all'eclittica.